# 索奧雷塔馬
19°11′49″S 40°05′52″W / 19.19694°S 40.09778°W

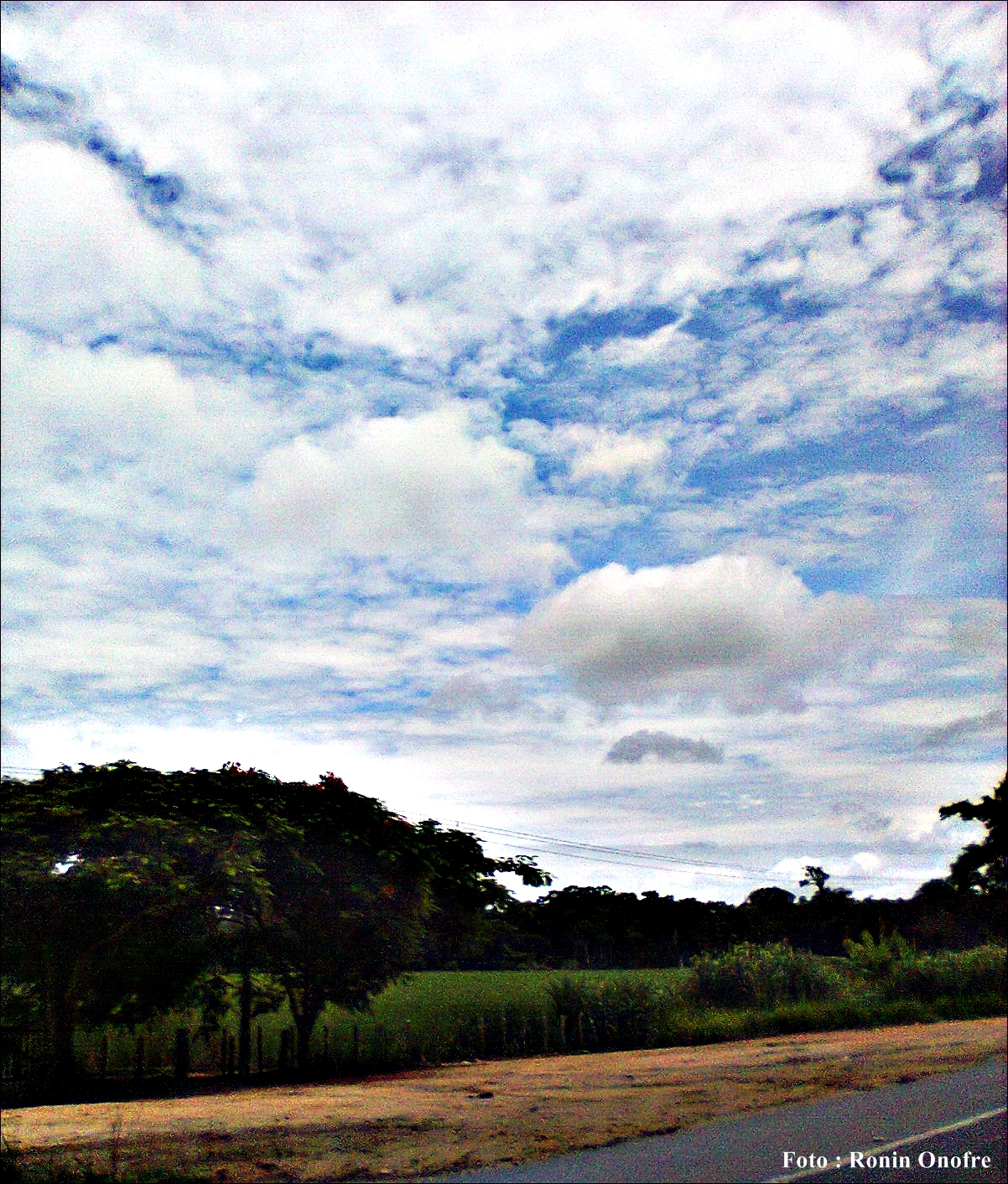
索奧雷塔馬

索奧雷塔馬（葡萄牙語：Sooretama），是巴西的城鎮，位於該國東南部，由聖埃斯皮里圖州負責管轄，始建於1994年3月31日，面積593平方公里，2010年人口23,860，人口密度每平方公里40.21人。